# Adenomera bokermanni
Adenomera bokermanni es una especie de anfibio anuro de la familia Leptodactylidae. Es endémica de Brasil.